# Nadia Fettah Alaoui
Nadia Fettah Alaoui, née le 17 septembre 1971 à Rabat, est une dirigeante d’entreprise et haute fonctionnaire au ministère de l'économie marocain. Depuis le 7 octobre 2021, elle en est la ministre, puis est DG) de Saham Finances, elle a été ministre du Tourisme, des TPE-PME de septembre 2019 à octobre 2021 quand elle passe au de ce ministère à celui des de l'Économie et des Finances,.

## Biographie
Elle est née en 1971 à Rabat. Après avoir effectué ses études dans sa ville natale, et obtenu son baccalauréat au lycée Dar Essalam, elle poursuit des études supérieures qui la mènent à l’École des hautes études commerciales de Paris (HEC Paris), à Jouy-en-Josas. Elle en sort  diplômée en 1994.

### Carrière professionnelle
En 1997, elle commence son parcours professionnel en tant que consultante pour la société d’audit Arthur Andersen. En 2000, elle crée et gère à Casablanca une société de capital-investissement dénommée Maroc Invest Finances Group.
En 2005, elle est approchée par Moulay Hafid Elalamy et rejoint la CNIA Assurance, rachetée alors par le Groupe Saham. Elle occupe dans ce groupe la fonction de directrice générale du pôle support et finances.
En 2010, elle accompagne le groupe dans des opérations de fusions-acquisitions en Afrique et Moyen-Orient.
En 2013, elle devient directrice générale déléguée des finances et M&A (Mergers and Acquisitions) du Groupe Saham, puis directrice générale déléguée des finances & opérations de Saham Finances, en 2014.
Elle devient ensuite présidente du conseil d’administration de Saham Assurance Maroc et directrice générale déléguée de Saham Finances. Elle en démissionnera la veille de son entrée au gouvernement,,,,,,,.

### Carrière politique

#### Ministre du Tourisme
En 2019, elle est appelée au sein du gouvernement El Otmani II pour devenir ministre du Tourisme, de l’Artisanat, du Transport aérien et de l’Économie sociale, première femme à la tête de ce ministère, succédant à Mohammed Sajid et à la secrétaire d'État Lamia Boutaleb.
Bien connue désormais dans le milieu des entreprises financières marocaines, son arrivée dans le domaine politique et dans l’équipe gouvernementale est une surprise. Les secteurs dont elle se voit confier la responsabilité sont particulièrement sensibles pour l’économie marocaine. Ils sont aussi touchés de plein fouet par la crise économique mondiale engendrée par la pandémie de Covid-19, et sont importants également dans la gestion post-Covid de la reprise d’activité,,.
Concomitamment à son entrée au gouvernement, elle adhère et devient membre du bureau national du Rassemblement national des indépendants, un parti politique marocain du centre (RNI, majorité),.

#### Ministre de l'Économie et des Finances
En octobre 2021, elle est nommée ministre de l'Économie et des Finances du Maroc, dans le gouvernement d’Aziz Akhannouch,. Elle remplace alors Mohamed Benchaâboun.

## Prix et reconnaissances
Lors de l’Africa CEO Forum 2018 Abidjan, cette dernière est nommée comme étant « la CEO de l’année ».